# بیابان کارکراس

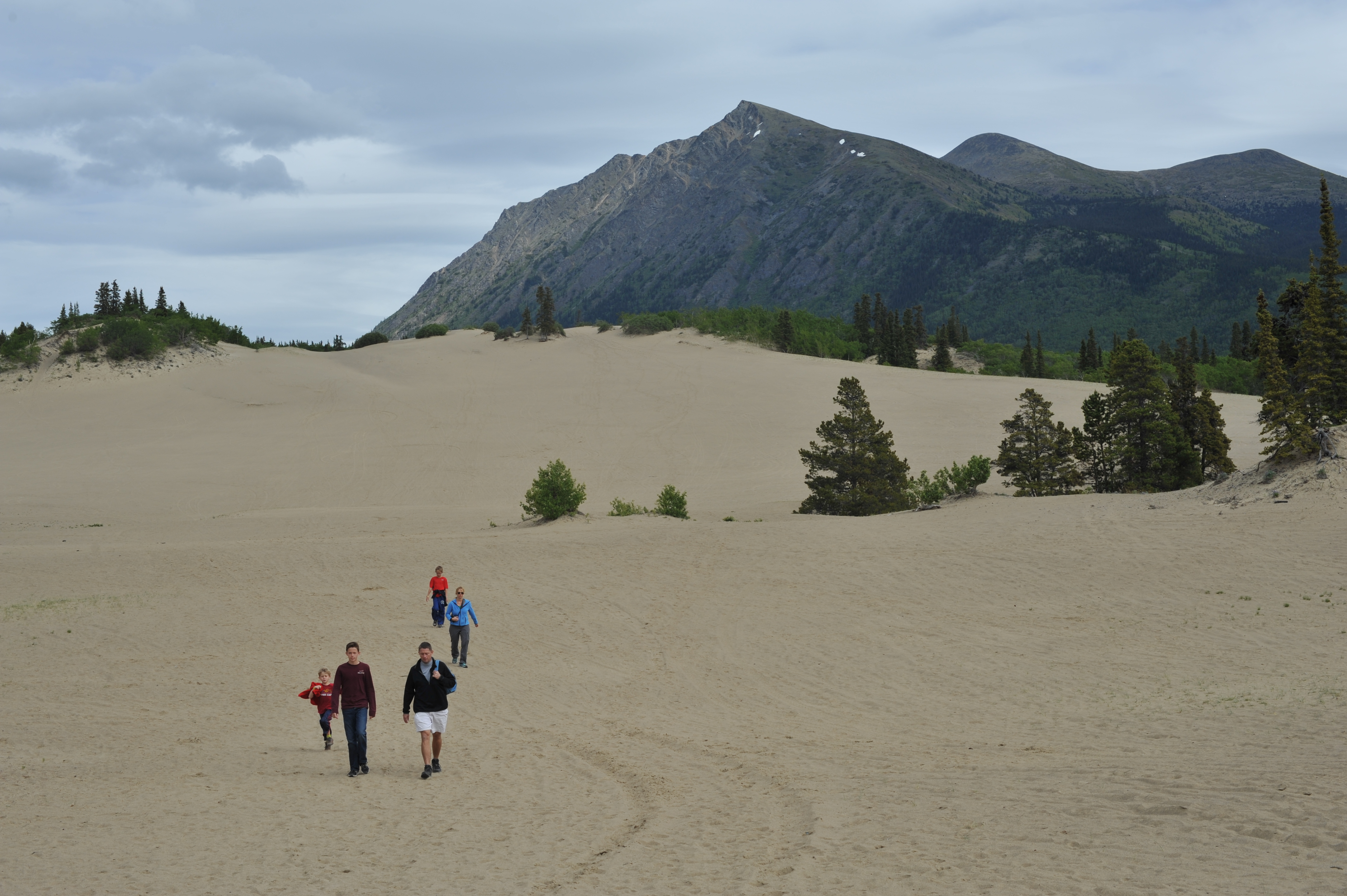
بیابان کارکراس در ژوئن ۲۰۱۴.

بیابان کارکراس (انگلیسی: Carcross Desert) بیابانی کوچک در منطقه یوکان کانادا است. این بیابان با مساحتی حدود ۲٫۶ کیلومتر مربع، کوچک‌ترین بیابان جهان لقب گرفته‌است.
این بیابان در قدیم «گذر گوزن شمالی» (Caribou Crossing) نامیده می‌شد، زیرا تعداد زیادی از گوزن‌های شمالی از طریق منطقه مهاجرت می‌کردند.

## جغرافیا
بیابان کارکراس در نزدیکی شهر کارکراس، در دره یوکان واقع شده‌است. این بیابان در واقع بستر یک دریاچه یخچالی عظیم در دوران پلیستوسن بوده که پس از عقب‌نشینی یخ‌ها، به تدریج خشک شده‌است.

## اقلیم

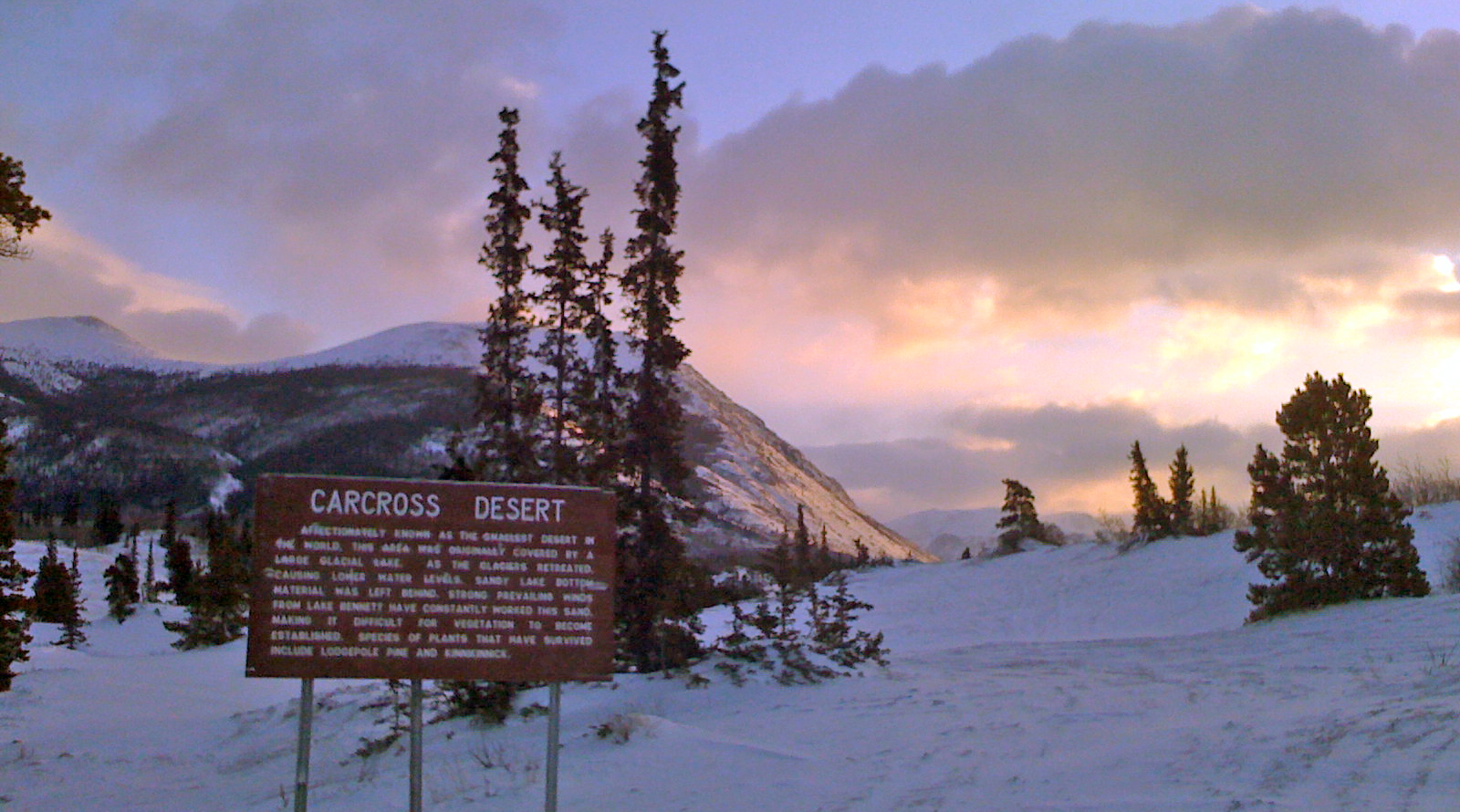
بیابان کارکراس در زمستان.

بیابان کارکراس علی‌رغم قرارگیری در منطقه‌ای با آب و هوای مرطوب، به دلیل اثر باران سایه‌ای که توسط کوه‌های اطراف ایجاد می‌شود، دارای آب و هوای خشک و بیابانی است. میانگین بارندگی سالانه در این منطقه کمتر از ۵۰ سانتی‌متر است.

## گیا و زیا
به دلیل شرایط خشک و خاکی نامناسب، پوشش گیاهی بیابان کارکراس بسیار محدود است. در این بیابان، گیاهانی مانند گلسنگ، خزه، و بوته‌های کوچک یافت می‌شوند.
جانوران ساکن در بیابان کارکراس نیز تنوع زیادی ندارند. برخی از جانوران این منطقه شامل مارمولک، مار، خرگوش، و پرندگانی مانند شاهین و جغد می‌شوند.

## گردشگری
بیابان کارکراس به دلیل جاذبه‌های طبیعی و منحصر به فرد خود، به عنوان یک مقصد گردشگری محبوب در منطقه یوکان شناخته می‌شود. تپه‌های ماسه‌ای روان، تالاب‌های کوچک، و منظره‌های کوهستانی از جمله جاذبه‌های این بیابان هستند.
بیابان کارکراس به دلیل اکوسیستم منحصر به فرد خود، از نظر علمی و زیست‌محیطی حائز اهمیت است. این بیابان همچنین به عنوان یک مکان تفریحی برای مردم محلی و گردشگران مورد استفاده قرار می‌گیرد.
این بیابان با چالش‌هایی مانند تغییرات آب و هوایی و فرسایش خاک روبرو است. تغییرات آب و هوایی می‌تواند منجر به افزایش خشکسالی و از بین رفتن پوشش گیاهی در این منطقه شود. فرسایش خاک نیز به دلیل وزش بادهای شدید و عدم وجود پوشش گیاهی مناسب، در حال گسترش است.
اقداماتی برای حفاظت از بیابان کارکراس در حال انجام است. این اقدامات شامل کاشت درختان و بوته‌ها برای جلوگیری از فرسایش خاک، و همچنین آموزش مردم محلی و گردشگران در مورد اهمیت حفظ محیط زیست این منطقه می‌شود.